# Maďarské novopohanství

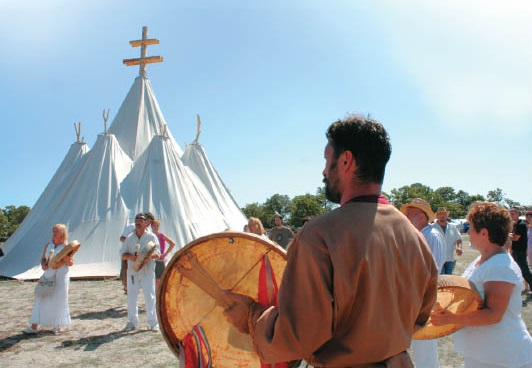
Obřad maďarských novopohanů

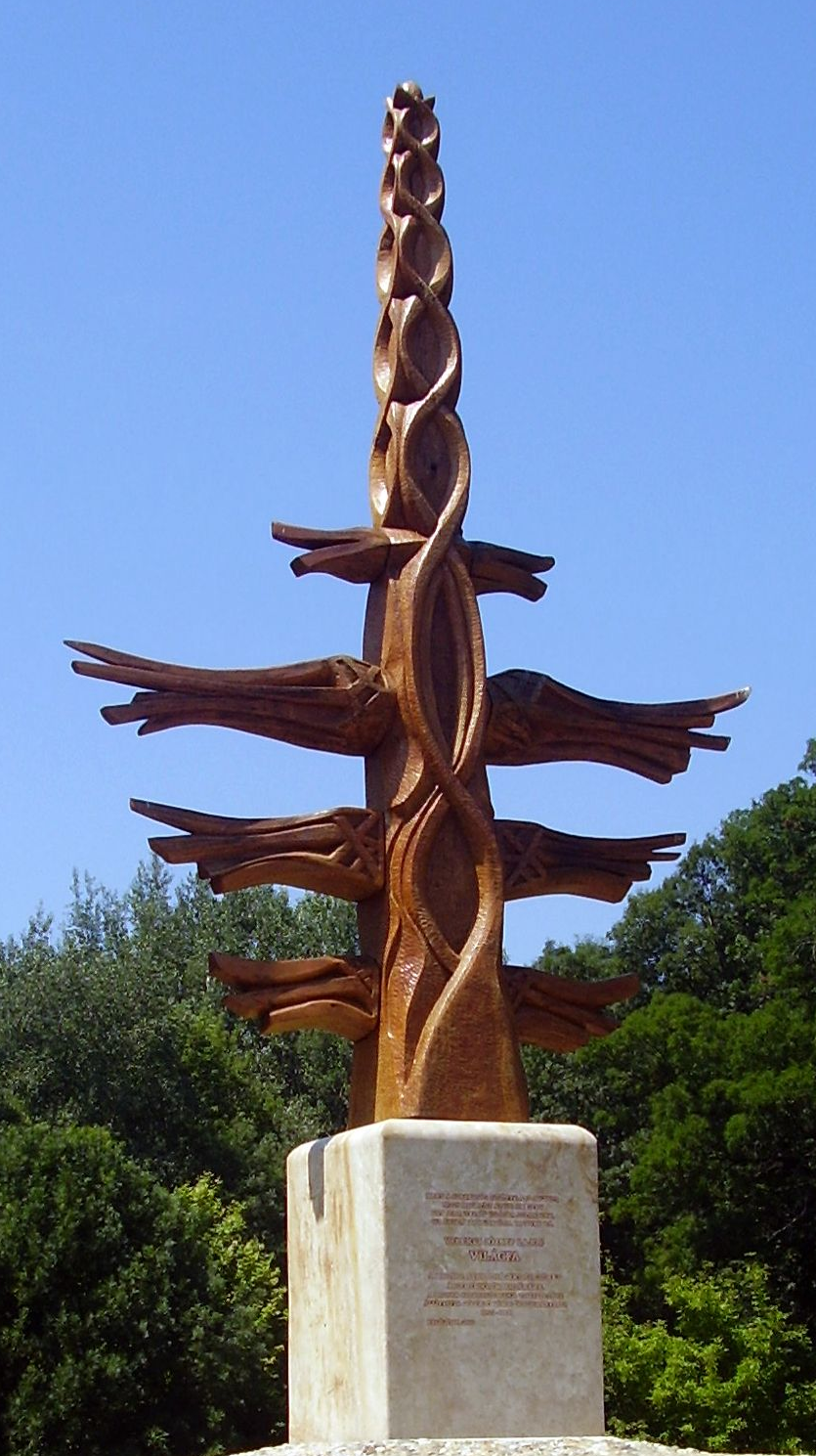
Világfa (strom světa)

Maďarská rodná víra (maďarsky Ősmagyar vallás) je název novopohanského náboženského hnutí vycházející z předkřesťanského náboženství starých Maďarů obecně označovaného jako Maďarské novopohanství. Hnutí je rozšířené především mezi Maďary. Jeho tradice vychází zejména z maďarského šamanismu, mytologie a pozdějším folklóru. Počátky Maďarské rodné víry sahají do 18. a 19. století, které byly ovlivněné romantismem, později přispěla také etnologie 20. století.